# Ferreux-Quincey
Ferreux-Quincey település Franciaországban, Aube megyében. Lakosainak száma 405 fő (2022. január 1.). Ferreux-Quincey Avant-lès-Marcilly, Pont-sur-Seine, Saint-Aubin, Saint-Hilaire-sous-Romilly és Saint-Loup-de-Buffigny községekkel határos.

## Népesség
A település népessége az elmúlt években az alábbi módon változott:
| Lakosok száma | 236  | 339  | 337  | 359  | 356  | 379  | 399  | 410  | 409  | 405  |
|               | 1975 | 1990 | 1999 | 2011 | 2013 | 2016 | 2017 | 2019 | 2020 | 2022 |